# Ale jestem (singel)
Ale jestem – singel Anny Marii Jopek, nagrany i wydany w 1997 roku nakładem wytwórni Mercury Records i Polygram Polska, promujący album o tym samym tytule. Utwór reprezentował Polskę podczas 42. Konkursu Piosenki Eurowizji w 1997 roku.
Piosenka została też stworzona w fińskiej wersji językowej, której autorką jest Anneli Saaristo. Nosi ona tytuł „Avaruteen”.

## Historia utworu

### Autorzy utworu
- Tomasz Lewandowski - muzyka i aranżacja
- Magda Czapińska - tekst polski
- Robert Amirian - tekst angielski

## Nagrania
- nagranie - Polskie Radio, Studio S-4
- numer katalogowy - Mercury 574513 8
- realizator dźwięku - Tadeusz Mieczkowski
- producent muzyczny - Tomasz Lewandowski
- mastering - Julita Emanuiłow
- fotografie singla - Andrzej Świetlik (okładka); Janusz Filipczak

### Lista utworów
1. Ale jestem 3:00
2. Ale jestem (more acoustic) 4:10
3. Awakening 3:00
4. Ale jestem / Awakening (instrumental) 3:00

## Listy przebojów
- Program 3 Polskiego Radia - debiut 25.04.1997; 18 tygodni na liście + 1 tydz w poczekalni; dwa razy na 1. miejscu
- SLIP - debiut 11.05.1997; 1 tydzień w poczekalni + 4 tygodnie na liście; najwyższa pozycja - 3.

## Albumy z utworem „Ale jestem”
- Ale jestem, 1997 - Anna Maria Jopek
- Piątki na Piątki w Radiu Zet, 1997 - Składanka
- Muzyczne lato, 1998 - Składanka
- Szeptem, 1998 - Anna Maria Jopek
- 1997 - Lista Przebojów Programu III - Składanka (Marek Niedźwiecki)
- Farat, 2003 - Anna Maria Jopek